# 徐標
徐標（1590年—1644年），字準明，號鶴州，山東臨清衛人。明朝末年政治人物。

## 生平
萬曆四十六年（1618年）戊午科山東鄉試舉人，天啓五年（1625年）乙丑科進士。知河南信陽州，以治最，擢工部都水司员外郎，遷都水司郎中，崇祯六年擢河南參議，備兵淮徐，十一年因丁憂去職。服闕，補山西右参议，寻升鳳泗監軍副使。崇禎十六年（1643年）二月，超擢右僉都御史，巡撫保定。李自成陷山西，朝廷加徐標兵部侍郎，總督畿南、山東、河北軍務，仍兼巡撫，移駐真定遏賊。李自成遣使諭降，徐標毀檄戮使。真定知府丘茂華移妻孥出城，徐標執茂華下獄。二月二十三日，中軍謝加福伺標登城籌劃防禦對策之時，鼓眾殺之，釋放丘茂華。數日，大順軍至，謝加福獻城迎降。明安宗時，贈徐標兵部尚書。真定、汝寧、徐州、高郵皆祀名宦祠

## 著作
有《金石韻府》、《忠孝廉節集》40卷等。